# ジャングル・ジャック
ジャングルジャックは、かつて全日本女子プロレスにおいて、アジャコングを中心に活躍した日本の女子プロレスラーのユニットの名称である。後にOZアカデミー女子プロレスで結成されたジャングルジャック21についても説明している。

## ジャングルジャック

### 来歴
1990年代初頭、ブル中野がリーダーを務める「獄門党」に在籍していたアジャが、ブルに反旗を翻し、同期のバイソン木村と共に結成。その後、高橋・神谷・伊藤が加入。獄門党との抗争を繰り広げる。この間、アジャはブルの持っていたWWWA世界シングル王座を獲得し、悲願のブル越えを果たした。
バイソンとのタッグではWWWA世界タッグ王座を2回獲得しているが、バイソン・高橋・神谷が相次いで引退した為、わずか2年弱でフェイドアウトのような形で解散。しかし、団体対抗戦突入以前の全女の盛り上げに貢献した。

### メンバー
- アジャコング（リーダー）
- バイソン木村
- 高橋美華
- 神谷美織
- 伊藤薫
- 長谷川智香子
- メデューサ

## 楽曲
- 「炎の叫び」（ポニーキャニオン、1991年12月15日発売） 作詞：サエキけんぞう、作曲：羽田一郎、編曲：水島康貴、振り付け：SAM[1]。カップリングは獄門党が歌う「鉄と鎖のレクイエム」。

## ジャングルジャック21

### 来歴
2008年1月、アジャがOZアカデミー認定無差別級王座をカルロス天野に奪われたのを機に、ダイナマイト・関西を擁するOZ正規軍と尾崎魔弓率いる尾崎軍に続く第3の軍団を結成。後から合流する中川を除く4人で活動を開始するもチーム名が決まらない状態が続いた中、「自分がいるんだったら」と命名された。軍団闘争が軸となっている現在のOZと、当時の全女が似ている事と、松本が当時の伊藤と同じ立場であった事も、結成するきっかけとなった。
2009年2月5日にはアジャと松本が、8月16日には輝とAKINOが、OZアカデミー認定タッグ王座を獲得した。
2010年3月7日には、ジャングルジャック21の自主興行を開催。パッション・レッドとの対抗戦の他、オリジナル版ジャングルジャックから伊藤薫を迎えるなど、成功を収めた。
2011年4月10日には松本と中川が、OZアカデミー認定タッグ王座を獲得した。6月12日、東京キネマ倶楽部での2度目のジャングルジャック21興行開催が決定。当時OZアカデミータッグ王者だった中川・松本がプロデュースし、興行権を2人が所属するエスオベーションが持った。9月に輝と松本が正危軍に引き抜かれたことでOZの軍団闘争が「正危軍vs正危軍以外」に変化したためJJ21としての活動は事実上休止となった
2012年に輝の自主興行にて5人のJJ21が復活した。

### メンバー
- アジャ・コング（親方）
- AKINO（キャプテン）
- 中川ともか（隊長） - 2009年8月2日にOZアカデミーの正規軍より移動

### 元メンバー
いずれも2011年9月23日を以って正危軍（旧：尾崎軍）へ移動
- 輝優優（リーダー）
- 松本浩代（エース）

### 自主興行
| 〜中川&松本プロデュース Jungle Jack21興行〜隊長とエースからの挑戦状 2011年6月12日 東京キネマ倶楽部 観客数 : 304人（超満員札止め） | 〜中川&松本プロデュース Jungle Jack21興行〜隊長とエースからの挑戦状 2011年6月12日 東京キネマ倶楽部 観客数 : 304人（超満員札止め） | 〜中川&松本プロデュース Jungle Jack21興行〜隊長とエースからの挑戦状 2011年6月12日 東京キネマ倶楽部 観客数 : 304人（超満員札止め） | 秘境探検 2010年3月7日 東京キネマ倶楽部 観客数 : 不明                                                    | 秘境探検 2010年3月7日 東京キネマ倶楽部 観客数 : 不明                                                    | 秘境探検 2010年3月7日 東京キネマ倶楽部 観客数 : 不明                                                    |
| 第1試合 | 第1試合 | 第1試合 | 鬼が出るか蛇が出るか？それとも…?「隊長の野望」3WAYマッチ                                                | 鬼が出るか蛇が出るか？それとも…?「隊長の野望」3WAYマッチ                                                | 鬼が出るか蛇が出るか？それとも…?「隊長の野望」3WAYマッチ                                                |
| ●小松奈央 | 11分32秒 マウンテン・スプラッシュ                                                                                                 | GAMI○ | ●中川ともか                                                                                             | 6分32秒 アジャコング重ねフットスタンプ→体固め                                                           | ダイナマイト関西○                                                                                       |
| | | | もう1人はアジャ・コング                                                                                 | | |
| タッグマッチ | タッグマッチ | タッグマッチ | 新旧エース対決 シングルマッチ                                                                           | 新旧エース対決 シングルマッチ                                                                           | 新旧エース対決 シングルマッチ                                                                           |
| ○TAKAみちのく 輝優優 | 14分49秒 ジャストフェイスロック                                                                                                   | 澤宗紀 AKINO● | ○伊藤薫                                                                                                 | 16分24秒 スパイラルボム→エビ固め                                                                        | 松本浩代●                                                                                               |
| セミファイナル 親方三人掛け | セミファイナル 親方三人掛け | セミファイナル 親方三人掛け | シングルマッチ「炎の叫び」                                                                              | シングルマッチ「炎の叫び」                                                                              | シングルマッチ「炎の叫び」                                                                              |
| ○アジャ・コング | 0分08秒 ラリアット | バイソン・さくら● | ●輝優優                                                                                                 | 16分37秒 ヨーロピアンクラッチを切り返す→エビ固め                                                        | AKINO○                                                                                                  |
| ○アジャ・コング | 2分46秒 垂直落下式ブレーンバスター                                                                                                | つくし● | ●輝優優                                                                                                 | 16分37秒 ヨーロピアンクラッチを切り返す→エビ固め                                                        | AKINO○                                                                                                  |
| ●アジャ・コング | 8分44秒 ゴッチ式パイルドライバー                                                                                                  | 鈴木みのる○ | ●輝優優                                                                                                 | 16分37秒 ヨーロピアンクラッチを切り返す→エビ固め                                                        | AKINO○                                                                                                  |
| メインイベント OZアカデミータッグ選手権試合                                                                                       | メインイベント OZアカデミータッグ選手権試合                                                                                       | メインイベント OZアカデミータッグ選手権試合                                                                                       | 「ジャングルの掟」その先にあるものは? ファーストアタックシングルマッチ導入 30分フルタイムポイントマッチ | 「ジャングルの掟」その先にあるものは? ファーストアタックシングルマッチ導入 30分フルタイムポイントマッチ | 「ジャングルの掟」その先にあるものは? ファーストアタックシングルマッチ導入 30分フルタイムポイントマッチ |
| ○中川ともか 松本浩代 | 19分30秒 横入り式エビ固め | 大畠美咲 吉田万里子● | 高橋奈苗 夏樹☆たいよう パッション・ホッティー パッションRay しもうま和美                                | 4 - 5                                                                                                   | アジャ・コング 輝優優 AKINO 中川ともか 松本浩代                                                         |